# Byblos
Fundada em Dezembro de 2007, sob a direcção de Américo Augusto Areal, ex-presidente da ASA, a Byblos foi a maior livraria portuguesa. Situada na zona comercial adjunta ao Centro Comercial das Amoreiras, cobria 3300 metros quadrados de área aberta ao público.
O espólio inicial da livraria ultrapassava os 150.000 títulos, ambicionando abranger toda a literatura publicada em Portugal. Foi pioneira na introdução de emissores RFID nos livros, que permitiam a localização imediata e precisa de qualquer livro no espaço da livraria. As novas tecnologias foram aliás uma presença constante na livraria, onde as pesquisas no espólio se efectuavam através de 36 ecrãs tácteis, distribuídos pelos dois pisos que compunham o edifício.
A Byblos declarou falência e fechou em Novembro de 2008.